# Paspalum distichum
Paspalum distichum, водени прсти, је пузећа, вишегодишња зељаста биљка из породице Poaceae. 

## Опис
Пузећа, вишегодишња зељаста биљка с танким подземним ризомима и великим бројем столона. Често формира растресит тепих на подлози на којој расте. Стабљика је висока 6-50 (60) центиметара, глатка, слабо граната, дршке које носе цветове су усправне с тамним нодусима.
Листови су наспрамни, дуги 4-17 центиметара, а широки 2-6 милиметара, с ретким длакама при основи листа. Цвасти су рацемозне са 2 (4) класа дугих 2-7 центиметара, са цветовима на једној страни.
Класићи су овални, благо зашилјени, дуги 2,5-4 милиметара. Доња плева је често у виду мале љуспе или је нема, горња плева је полегло длакава, с три нерва и израженим средњим нервом, дуга колико и класић, доња плевица је слична, али гола. Цвета током целе године, опрашује се ветром и водом.
Плод је крупа. Производи врло много семена.

## Порекло врсте
Врста води порекло из тропских и суптопских делова Северне, Централне и Јужне Америке.
У Европу је донета крајем XVIII века како би се гајила за прехрану стоке. Интродукована је и у Азију, Африку, Аустралију, Нови Зеланд и многа острва Океаније. У Србији је први пут забележена 1996. године на подручју Савског језера у Београду.
У свом природном ареалну, ова врста има важну улогу у везивању и осигуравању обала водотокова, а може бити и важан извор хране. У Кини се P. distichum користи за ремедијацију земљишта контаминираног тешким металима, као што су олово, цинк, бакар, док се у Кореји користи за пречишћавање еутрофних вода, јер ефикасно уклања азот и фосфор.

## Станиште
Расте на влажним и осунчаним местима, често у оквиру нарушених влажних станишта, поред река, на поплавним и забареним местима, на мочварним стаништима. Забележена је и у бракичним водама, у близини термалних извора, у загађеним водама, а на пиринчаним пољима и добро наводњаваним површинама и као коровска врста. Као брзорастућа врста, у повољним условима образује веома густ покривач, чиме се спречава успостављање аутохтоне вегетације. Преферира низијска подручја.

## Распрострањење у Србији
Потврђена је у Подунављу и Поморављу, местимично с веома великим популацијама у околини Београда (Винча, Ада Циганлија, Велико ратно острво), Смедерева, подручја Дунава на потезу Костолац-Рам, код ушћа Нере-Дубовац, у Ђердапској клисури (Добра-Брњица, околина Текије).

## Мере сузбијања и контроле
За сада нису познате ефикасне мере контроле и сузбијања на нарушеним природним и полуприродним површинама. Због великог потенцијала вегетативног размножавања, ова врста је веома економски захтевна за контролу и сузбијање. Пошто је осетљива на засену, препоручује се гушће сађење виших, аутохтоних биљака као метод контроле.

## Синоними
- Paspalum paspalodes (Michx.) Scribn.
- Paspalum digitaria Poir.
- Paspalum distichum subsp. paspalodes (Michx.) Thell.
- Digitaria paspalodes Michx.[1]